# 茲山魚譜
《茲山魚譜》（： Jasaneobo）是一部2021年上映的韓國黑白歷史電影。電影本身改編自真實故事，以丁若銓所撰寫的鱼类志《茲山魚譜》的序章作為故事開端，講述朝鮮王朝後期文臣丁若銓被流放到偏遠的黑山島時，與當地的漁夫昌大相遇的故事。
本片在2021年第42屆青龍電影獎獲得最佳劇本、最佳男主角、最佳攝影與燈光、最佳剪接、最佳音樂等五項大獎，在電影界也普遍獲得正面評價。

## 劇情
從朝鮮王朝中期開始，朱熹的學說影響並建立了韓國儒教與性理學的傳統，直到朝鮮正祖時期，西方的宗教與科學學說開始傳入當時的韓國，造成政治與社會上極大的動盪。然而朝鮮純祖時期，天主教信仰被官方認定是邪教，並因此遭到肅清與迫害。
丁若鏞、丁若鍾、丁若銓三兄弟即是當時遭到判罪並流放的一群學者。其中丁若銓被流放至朝鮮半島西南端的黑山島（茲山），在當地遇見了漁民昌大。昌大是島上少數有念過一點書，能夠認字的人，求學若渴，且極為了解魚類的生態，也因此擅長捕魚。丁若銓在與昌大交流的過程中，逐漸重拾了對事物的好奇心，於是便提出要以自身所知的學問來交換昌大的魚類知識。在這樣互相教學的過程中，儘管丁若銓仍然受到過去的階級觀念影響，但也漸漸與昌大建立了一種有趣的師徒關係。
然而丁若銓受西方科學思想影響，希望能夠研究海洋動植物並著書，使大家都能享有知識，這樣的想法並不被昌大接受。昌大熟讀經典，受儒學影響甚深，認為進入朝廷做官，能夠經世濟民，才是讀書人造福百姓的方式。於是昌大接受了生父的資助，考取功名並出任官職，而丁若銓繼續編寫書籍，並在1815年完成《茲山魚譜》一書。
在做官的日子中，昌大逐漸發現光是自己孤身一人，完全無法撼動腐敗的官僚系統，周遭沒有人能夠支持他，只能眼睜睜的看著平民遭受官吏的欺壓。在一次平民的反抗之後，昌大忍受不住，出手毆打了其他官吏，也因此丟了官職。而丁若銓因為年紀漸大，在某日晚上的書桌前寫書時溘然長逝。
影片的最後昌大回到了黑山島，在丁若銓的靈堂前拿到了《茲山魚譜》與留給他的最後一封信，信中寫著「如鶴一般活著固然好，但像就算沾滿了淤泥和污水也來者不拒的茲山一樣，做一個默默無名的人，應該也是有意義的吧。」，從此昌大理解了老師的困難與當初質問他的話語的意義，不再追求官職，自此定居於黑山島上。

## 演員陣容

### 主要人物
- 薛耿求 飾演 丁若銓
- 卞約漢 飾演 張昌大

### 其他人物
- 李姃垠 飾演 可居大嬸
- 閔都凞 飾演 福麗
- 車順裴 飾演 奉憲
- 姜其永 飾演 李江會
- 金正八 飾演 李承薰
- 金准韩 飾演 黃嗣永
- 李英錫 飾演 沈煥之
- 姜成海 飾演 李時秀
- 崔洪日 飾演 李秉模
- 趙河錫 飾演 徐龍輔
- 李善珠 飾演 貞純大妃
- 崔賢珍 飾演 朝鮮純祖
- 金允泰 飾演 馬齋禁府都事
- 柳聖賢 飾演 津卒
- 李根厚 飾演 津卒
- 裴濟基 飾演 住民
- 李道均 飾演 住民
- 林成宰 飾演 羅州丈夫
- 朱普妃 飾演 羅州媳婦
- 尹正勳 飾演 弟子

### 友情出演
- 明桂南 飾演 羅州牧師
- 鄭進永 飾演 朝鮮正祖
- 金義聖 飾演 張進士
- 方銀珍 飾演 張昌大的母親
- 柳承龍 飾演 丁若镛
- 趙宇鎮 飾演 別莊
- 崔元英 飾演 丁若鍾
- 尹敬浩 飾演 文順得
- 趙乘演 飾演 李蘗

## 獎項榮譽
| 年份   | 頒獎典禮                   | 獎項                     | 入圍者                  | 結果 | 備註          |
| 2021年 | 第57屆百想藝術大獎         | 電影部門 大賞            | 李濬益                  | 獲獎 | [ 2 ] [ 3 ]   |
| 2021年 | 第57屆百想藝術大獎         | 電影部門 最佳電影        | 《茲山魚譜》            | 提名 | [ 4 ]         |
| 2021年 | 第57屆百想藝術大獎         | 電影部門 最佳導演        | 李濬益                  | 提名 | [ 4 ]         |
| 2021年 | 第57屆百想藝術大獎         | 電影部門 最佳男主角      | 薛耿求                  | 提名 | [ 4 ]         |
| 2021年 | 第57屆百想藝術大獎         | 電影部門 最佳男主角      | 卞耀漢                  | 提名 | [ 4 ]         |
| 2021年 | 第57屆百想藝術大獎         | 電影部門 最佳劇本        | 金世謙                  | 提名 | [ 4 ]         |
| 2021年 | 第57屆百想藝術大獎         | 電影部門 最佳攝影        | 李義泰                  | 提名 | [ 4 ]         |
| 2021年 | 第26屆春史國際電影節       | 最佳導演                 | 李濬益                  | 提名 | [ 5 ]         |
| 2021年 | 第26屆春史國際電影節       | 最佳男主角               | 薛耿求                  | 提名 | [ 5 ]         |
| 2021年 | 第26屆春史國際電影節       | 最佳劇本                 | 金世謙                  | 提名 | [ 5 ]         |
| 2021年 | 第30屆釜日電影獎           | 最佳電影                 | 《茲山魚譜》            | 提名 | [ 6 ] [ 7 ]   |
| 2021年 | 第30屆釜日電影獎           | 最佳導演                 | 李濬益                  | 獲獎 | [ 6 ] [ 7 ]   |
| 2021年 | 第30屆釜日電影獎           | 最佳男主角               | 薛耿求                  | 提名 | [ 6 ] [ 7 ]   |
| 2021年 | 第30屆釜日電影獎           | 最佳男主角               | 卞耀漢                  | 提名 | [ 6 ] [ 7 ]   |
| 2021年 | 第30屆釜日電影獎           | 最佳男配角               | 趙宇鎮                  | 提名 | [ 6 ] [ 7 ]   |
| 2021年 | 第30屆釜日電影獎           | 最佳女配角               | 李姃垠                  | 提名 | [ 6 ] [ 7 ]   |
| 2021年 | 第30屆釜日電影獎           | 最佳劇本                 | 金世謙                  | 提名 | [ 6 ] [ 7 ]   |
| 2021年 | 第30屆釜日電影獎           | 最佳攝影                 | 李義泰                  | 提名 | [ 6 ] [ 7 ]   |
| 2021年 | 第30屆釜日電影獎           | 最佳技術                 | - 李在成 - （美術指導） | 提名 | [ 6 ] [ 7 ]   |
| 2021年 | 第15屆亞洲電影大獎         | 最佳電影                 | 《茲山魚譜》            | 提名 | [ 8 ]         |
| 2021年 | 第15屆亞洲電影大獎         | 最佳導演                 | 李濬益                  | 提名 | [ 8 ]         |
| 2021年 | 第15屆亞洲電影大獎         | 最佳服裝設計             | 沈鉉燁                  | 提名 | [ 8 ]         |
| 2021年 | 第15屆亞洲電影大獎         | 最佳美術指導             | 李在成                  | 提名 | [ 8 ]         |
| 2021年 | 第41屆韩国电影评论家协会奖 | 最佳電影                 | 《茲山魚譜》            | 獲獎 | [ 9 ]         |
| 2021年 | 第41屆韩国电影评论家协会奖 | 最佳男主角               | 薛耿求                  | 獲獎 | [ 9 ]         |
| 2021年 | 第41屆韩国电影评论家协会奖 | 最佳劇本                 | 金世謙                  | 獲獎 | [ 9 ]         |
| 2021年 | 第41屆韩国电影评论家协会奖 | 國際批評家聯盟韓國本部獎 | 《茲山魚譜》            | 獲獎 | [ 9 ]         |
| 2021年 | 第42屆青龍電影獎           | 最佳電影                 | 《茲山魚譜》            | 提名 | [ 10 ] [ 11 ] |
| 2021年 | 第42屆青龍電影獎           | 最佳導演                 | 李濬益                  | 提名 | [ 10 ] [ 11 ] |
| 2021年 | 第42屆青龍電影獎           | 最佳男主角               | 薛耿求                  | 獲獎 | [ 10 ] [ 11 ] |
| 2021年 | 第42屆青龍電影獎           | 最佳男主角               | 卞耀漢                  | 提名 | [ 10 ] [ 11 ] |
| 2021年 | 第42屆青龍電影獎           | 最佳劇本                 | 金世謙                  | 獲獎 | [ 10 ] [ 11 ] |
| 2021年 | 第42屆青龍電影獎           | 最佳攝影與燈光           | 李義泰、劉赫俊          | 獲獎 | [ 10 ] [ 11 ] |
| 2021年 | 第42屆青龍電影獎           | 最佳剪輯                 | 金政勳                  | 獲獎 | [ 10 ] [ 11 ] |
| 2021年 | 第42屆青龍電影獎           | 最佳音樂                 | 方俊錫                  | 獲獎 | [ 10 ] [ 11 ] |
| 2021年 | 第42屆青龍電影獎           | 技術獎                   | - 沈鉉燁 - （服裝設計） | 提名 | [ 10 ] [ 11 ] |
| 2021年 | 第42屆青龍電影獎           | 最佳美術指導             | 李在成                  | 提名 | [ 10 ] [ 11 ] |
| 2021年 | 第22屆釜山影評人協會獎     | 最佳男演員               | 卞耀漢                  | 獲獎 | [ 12 ]        |
| 2021年 | 第22屆釜山影評人協會獎     | 技術獎                   | - 李在成 - （美術指導） | 獲獎 | [ 12 ]        |
| 2021年 | 第8屆韓國電影製作人協會獎  | 最佳導演                 | 李濬益                  | 獲獎 | [ 13 ]        |
| 2021年 | 第8屆韓國電影製作人協會獎  | 最佳男主角               | 薛耿求                  | 獲獎 | [ 13 ]        |
| 2021年 | 第41屆黃金攝影獎頒獎禮     | 最佳電影                 | 《茲山魚譜》            | 獲獎 | [ 14 ]        |
| 2021年 | 第41屆黃金攝影獎頒獎禮     | 最佳導演                 | 李濬益                  | 獲獎 | [ 14 ]        |
| 2021年 | 第41屆黃金攝影獎頒獎禮     | 最佳男主角               | 薛耿求                  | 獲獎 | [ 14 ]        |
| 2021年 | 第41屆黃金攝影獎頒獎禮     | 攝影金奖                 | 李義泰                  | 獲獎 | [ 14 ]        |
| 2021年 | 第41屆黃金攝影獎頒獎禮     | 最佳新人女演員           | 閔都凞                  | 獲獎 | [ 14 ]        |
| 2022年 | 第20屆韓國導演選擇獎       | 電影類 年度導演獎        | 李濬益                  | 獲獎 | [ 15 ]        |
| 2022年 | 第20屆韓國導演選擇獎       | 電影類 年度劇本獎        | 金世謙                  | 獲獎 | [ 15 ]        |